# أمومة جمهورية

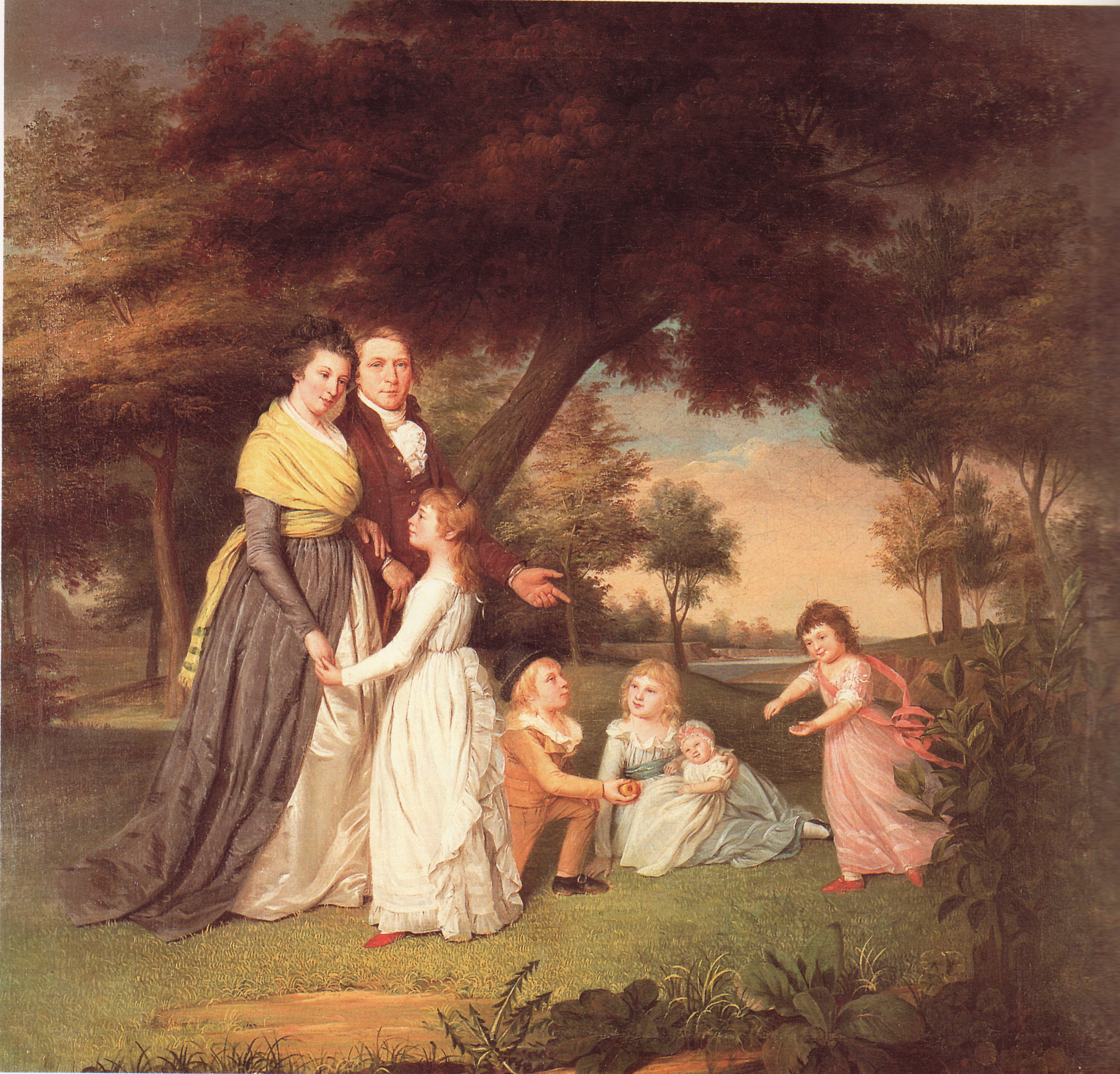
لوحة الفنان وعائلته، جيمس بيل (1795).

الأمومة الجمهورية هو مصطلح ظهر في القرن الثامن عشر يصف الموقف من أدوار النساء في الولايات المتحدة الأمريكية الناشئة، قبل وخلال وبعد الثورة الأمريكية. يتمحور هذا الموقف حول الإيمان بدور النساء والفتيات الوطنيات، وضرورة تربيتهن عن طريق تعزيز المثل الجمهورية العليا، والهدف نقل تلك القيم الجمهورية من جيل إلى آخر. بهذه الطريقة، اعتُبرت «الأمومة الجمهورية» حامية للفضيلة المدنية، ومسؤولة عن دعم وتعزيز أخلاقيات الزوج والأطفال. بالرغم من كون الأمومة الجمهورية في تلك الفترة مفارقة تاريخية، لكن من الصعب تصنيفها ضمن تاريخ النسوية. فمن ناحية، عززت فكرة عمل النساء المنزلي، وفصلها عن عالم الرجال. ومن ناحية أخرى، شجعت تلك الفكرة تعليم النساء، واستثمرت ذلك المجال التقليدي لدور النساء، فأصبح عمل المرأة يكسبها كرامة وأهمية، وتلك مبادئ غابت عن المجال التقليدي لعمل المرأة.

## المذهب الجمهوري ودور النساء
مع تنامي التركيز على المذهب الجمهوري، أصبح متوقعاً من النساء الإسهام أيضاً في ترويج تلك القيم الجمهورية، فكان لهنّ دوراً خاصاً في تربية وتنشئة الجيل القادم. في مقالة ليندا كي. كيربر بعنوان «الأم الجمهورية: النساء والتنوير – وجهة نظر أمريكية»، قارنت الكاتبة بين الأمومة الجمهورية والنموذج الإسبرطي لتربية الأطفال، إذ كان الأطفال وقتها يتربون على إجلال الوطنية والتضحية باحتياجاتهم الخاصة من أجل الصالح العام. وهكذا، على النساء تشجيع أبنائهن للسعي وراء الحرية وتحصيل أدوارٍ في الحكومة، وعلى بناتهنّ استكمال تلك المهمة من خلال تربية أولادهن في المستقبل. بالإضافة لذلك، سُمح للنساء بالحصول على التعليم، وبمستويات أعلى مما سُمح لهنّ سابقاً. دافعت أبيغيل أدامز عن حق النساء في التعلّم، ويتجلى ذلك في الكثير من الرسائل التي أرسلتها إلى زوجها، الرئيس الأمريكي جون أدامز.

### الدين
روّج العديد من الكهنة المسيحيين، كالقس توماس برنارد، قيم الأمومة الجمهورية. اعتقد هؤلاء أن ذلك هو الطريق الملائم للنساء، لا الأدوار والوظائف العامة التي روّجت لها ماري وولستونكرافت ومعاصريها. اعتُبرت النساء عبر التاريخ أدنى مرتبة أخلاقية من الرجال، تحديداً عندما يتعلّق الأمر بالدين والجنس. لكن مع اقتراب القرن التاسع عشر، ادعى العديد من الكهنة البروتستانتيين والفلاسفة الأخلاقيين أن التواضع والنقاء هي صفات موروثة في طبيعة النساء، ما يعطيهنّ قدرة فريدة على نشر القيم المسيحية وتعليمها لأطفالهن.

### تعليم النساء
مع بداية القرن الثامن عشر، أتاحت البلدات والمدن فرصاً جديدة للنساء والفتيات. كانت كتابات ليديا ماري تشايلد وكاثرين ماريا سيدغويك وليديا سيغورني مؤثرة بشكل خاص، حيث دعت النساء السابقات إلى تنمية دور الأمومة الجمهورية باعتبارها مبدأً يوّحد الدولة والعائلة ويوازن بين الجمهورية الناجحة والعائلات الصالحة. كانت النساء أكثر ملائمة لهذا الدور، باعتبارهن قريبات من أطفالهن وحريصات عليهم. بحلول سبعينيات القرن السابع عشر، أصبحت الكاتبات السابقات من نيو إنجلاند مثالاً محترماً ويحتذى به، وطالبن بتحسين التعليم الموجه للنساء. كانت إحدى التحسينات الكبرى في مجال التعليم جعل بعض المواد الكلاسيكية، والتي هيمن عليها الرجال فقط كالرياضيات والفلسفة، متاحةً في المناهج الدراسية في المدارس العامة والخاصة للإناث. تزايد عدد مدارس الفتيات الأكاديمية بشكل سريع في الشمال الشرقي ووسط الأطلنطي في منتصف القرن التاسع عشر. وفي أواخر القرن التاسع عشر، توسع انتشار تلك المدارس وساهمت في تعزيز دور المرأة باعتبارها مربية ومشرفة على القيم والأخلاق الأمريكية.

## تاريخ الأمومة الجمهورية
لم يُستخدم مصطلح «الأمومة الجمهورية» في القرنين الثامن عشر والتاسع عشر. بل استُخدم للمرة الأولى عام 1976 لوصف القيم المثالية الأمريكية على يد المؤرخة ليندا كي. كيربر في مقالة لها بعنوان «الأم الجمهورية: النساء والتنوير –وجهة نظر أمريكية» ومرة أخرى عام 1980 في كتابها «نساء الجمهورية: الفكر والإيديولوجيا في أمريكا الثورية». وسّعت المؤرخة جان لويس هذا المبدأ في مقالتها «الزوجة الجمهورية: الفضيلة والإغراء في أيام الجمهورية المبكرة» والذي نُشر عام 1987 في فصليّة «ويليام آند ماري». توجد البذور الأولى لهذا المبدأ في أعمال جون لوك، الفيلسوف البارز من القرن السابع عشر، وتحديداً في «أطروحتان عن الحكومة». في الأطروحة الأولى، شمل لوك النساء في النظرية الاجتماعية، أما في أطروحته الثانية، فحدد أدوارهن بشكل أوضح. فوفقاً لاقتباس من مقالة لكيربر عام 1997، نجد أن لوك كتب التالي: «كانت البداية الأولى للمجتمع بين الرجل وزوجته، ما مهد الطريق لمجتمع بين الآباء والأبناء... ينشأ المجتمع الزوجي من اتحاد طوعي بين المرأة والرجل». أي بعبارات أخرى، آمن لوك بالأدوار المتساوية للرجال والنساء في الحياة الزوجية، على عكس معاصريه أمثال روبرت فيلمور وغيره، الذين روّجوا للهرمية الجنسية التقليدية. كان على النساء صبّ اهتمامهن على الأمور المنزلية، لكن أطروحتا لوك ساهمتا بتقدير قيمة ذلك المجال المنزلي. تناقص دعم لوك للمرأة بعدما تفحّص وقرأ كتابات فيلمور، لكن أطروحتيه أثرتا بشدة في إبراز دور المرأة في المجتمع.

## التأثير طويل الأمد
شجعت فكرة الأمومة الجمهورية النساءَ في بادئ الأمر على أداء أدوارهن الخاصة، لكنها أدت في النهاية إلى تزايد الفرص التعليمية للنساء الأمريكيات، تجسّد ذلك بإنشاء ماري ليون «معهد ماونت هوليوك لتعلّم اللاهوت للإناث» عام 1837، والذي تحوّل لاحقاً إلى كلية ماونت هوليوك. أصبحت النساء المتعلمات في الشمال إحدى أقوى الأصوات الداعمة والمنظمة لحركة إلغاء العبودية، والتي ازدهرت في ثلاثينيات وأربعينيات القرن التاسع عشر. أودى عمل النساء في مجال الحقوق المدنية للعبيد إلى إداركهن أنهن ضحية استعباد النظام الأبوي، وأردن الحصول على حقوقهن، ما أدى إلى انعقاد مؤتمر سينيكا فولز عام 1848، والحركة المطالبة بحقوق النساء في الولايات المتحدة. عملت النساء من أجل الحصول على حقهن في الاقتراع والملكية والوضع القانوني والوصاية على الأطفال في حالات النزاعات والخلافات العائلية. تدين الحركة لفكرة الأمومة الجمهورية والزخم الذي حصلت عليه في الخمسين سنة الماضية والسابقة لظهور الحركة.

## أصول الأمومة الجمهورية
كان أول ظهور للأمومة الجمهورية في روما الكلاسيكية بين عامي 600 قبل الميلاد و500 قبل الميلاد. في روما القديمة، لعبت النساء دوراً في المجتمع أكبر بكثير من دور النساء في المجتمعات الأخرى حول العالم في تلك الفترة. فبنظر الرومان القدامى، كانت العائلة قلب الحضارة وأساسها، فأدى ذلك إلى عقد زيجات جيدة ومزدهرة نسبياً بين الرجال والنساء الرومان. في كتاب ميري ويزنر–هانكس بعنوان «الجندر في التاريخ: منظورات عالمية»، توضح الكاتبة «الزيجات النموذجية» من منظور الرومان القدامى باعتبارها «زيجات يدين فيها الزوج والزوجة بالولاء لبعضهما ويتشاركان الاهتمامات والنشاطات والملكية». مُنحت النساء الحق في تلقي التعليم والوصول إليه بسبب الدور الحيوي الذي لعبنه في تربية وتعليم أطفالهن. ذلك امتياز نادر في الحضارات الكلاسيكية، ففي تلك الفترة، مُنعت النساء من تلقي التعليم في الكثير من الثقافات والحضارات حول العالم. استُخدم هذا المثال الروماني في كثير من المناسبات، وحتى مؤخراً، لدعم نضال المرأة في الحصول على حق الاقتراع، وكان المثالُ الحجةَ الرئيسة التي استخدمتها النساء والأمهات في الولايات المتحدة خلال الأعوام السابقة لسنة 1920، فحينها، منح التعديل التاسع عشر في دستور الولايات المتحدة النساءَ حقهن في الاقتراع.